# 중형 트럭
중형 트럭은 준중형 트럭보다는 크고 준대형 트럭보다는 작은 트럭으로, 이사차나 사다리차, 공사장용이 대부분이다.

## 특징
4.5톤 이상과 6톤 이하의 트럭을 의미한다. 더 많은 짐을 싫을 수는 있지만 너무 좁은 도로에서는 운행이 불가능하다.

## 시판 차량
- 타타대우 구쎈
- 타타대우 더 쎈
- 현대 파비스
- 타타대우 노부스

## 단종 차량
- 기아 라이노
- 기아 복사
- 현대 메가트럭
- 현대 슈퍼트럭
- 현대 바이슨
- 현대 중형트럭
- 타타대우 프리마